# Evert Caspers
Evert Caspers (Leeuwarden, 11 november 1897 - Zwolle, 16 december 1976) was een Friese leraar, schilder en graficus. 

## Leven
In zijn lagereschooltijd woonde Caspers in Winschoten waar zijn vader leraar was aan de ambachtsschool. Hij volgde de kweekschool te Leeuwarden en werd schoolmeester aan de Vlietster school. Daar leerde hij ook zijn latere vrouw kennen, dochter van het schoolhoofd. Van 1920 tot 1926 volgde hij lo- en mo-cursussen voor de akte tekenleraar. Meteen daarop werd hij leraar tekenen en directeur van de mo-opleiding tekenen aan de hts in Leeuwarden. Hij was ook kunstrecensent voor de Leeuwarder Courant.  
Vanaf 1926 werd Caspers steeds actiever als beeldend kunstenaar, zowel in gebonden als vrij werk; hij maakte voornamelijk tekeningen, houtsneden en gouaches. Hij was graficus en typograaf voor het Friese literair tijdschrift De Holder en werkte verder mee aan een groot aantal boekuitgaven. Bekend is de houtsnede die hij maakte van Fedde Schurer voor diens tweede dichtbundel Utflecht (Uitvlucht), die voorin werd opgenomen. In deze periode had Caspers nog vrije tijd om aan zijn werken te sleutelen. Dit hield echter op, toen hij een baan kreeg als tekenleraar en leraar cultuurgeschiedenis bij de HBS te Zwolle. Hier gaf hij van 1937 tot aan zijn pensionering in 1962 les. In de resterende jaren zette hij zijn werk voort, meestal vrij werk.
Hij was tijdens zijn leven sterk beïnvloed door het kubisme en het abstractisme. Tijdens zijn leven werd zijn werk verschillende keren geëxposeerd. In 1977 organiseerden Het Princessehof in Leeuwarden en De Librije hedendaagse kunst in Zwolle een grote overzichtstentoonstelling. Ook in 2008 was er een overzichtstentoonstelling met schilderijen en houtsneden van Caspers in het Stedelijk Museum van Zwolle.